# 千葉和雄
千葉 和雄（ちば かずお、1940年（昭和15年）2月5日 - 2015年(平成27年)6月5日）は、東京府(現：東京都）出身の合気道家。合気会八段。合気道開祖・植芝盛平の直弟子。長年海外で指導に当たっており、T.K. Chibaの通称でも知られている。空手や居合道の経験を生かし、武器技を重視した実戦的な稽古を行っている。国際的な合気道の連合団体「毘嵐会インターナショナル」の創設者。

## 来歴
- 1940年（昭和15年）2月5日 - 東京府で生まれる。14歳の時に柔道、16歳の時に松濤館流空手を学び始める。
- 1958年（昭和33年） - 合気会本部道場に入門。7年間植芝盛平に内弟子として師事する。
- 1960年（昭和35年） - 三段允可。名古屋に指導員として派遣される。
- 1962年（昭和37年） - 四段允可。本部道場の指導員となる。
- 1966年（昭和41年） - 植芝盛平の指示によりイギリスに派遣される。
- 1967年（昭和42年） - ロンドン合気会を設立。
- 1968年（昭和43年） - イギリス合気会を設立。
- 1970年（昭和45年） - 六段位に列せられる。
- 1975年（昭和50年） - 日本に戻り合気会本部道場の国際部長を務める。またこの間に、静岡県で禅の修行を積む。
- 1981年（昭和56年） - アメリカ合気道連盟の招聘により渡米。サンディエゴ合気会を設立。